# Unterpremstätten
Unterpremstätten war bis Ende 2014 eine Marktgemeinde südlich von Graz im Bezirk Graz-Umgebung in der Steiermark (Österreich). Im Rahmen der steiermärkischen Gemeindestrukturreform ist sie seit 2015 mit der Gemeinde Zettling zusammengeschlossen,
die neue Gemeinde führte 2015 den neuen Namen Marktgemeinde Unterpremstätten-Zettling, seit 2016 Premstätten.
Grundlage dafür ist das Steiermärkische Gemeindestrukturreformgesetz – StGsrG.

## Geografie
Unterpremstätten liegt etwa fünf Kilometer südlich der Landeshauptstadt Graz in der Weststeiermark im Grazer Becken und nimmt einen großen Teil des Kaiserwaldes ein.

### Gliederung
Das Gemeindegebiet umfasste folgende drei Katastralgemeinden (Fläche Stand 31. Dezember 2023) und gleichnamigen Ortschaften (Stand: Einwohner 1. Jänner 2024):
- Hautzendorf (1.085 Ew.; 405,69 ha)
- Oberpremstätten (1.469 Ew.; 471,8 ha)
- Unterpremstätten (2.526 Ew.; 899,28 ha)

### Ehemalige Nachbargemeinden
| Haselsdorf-Tobelbad | Pirka                                       | Feldkirchen bei Graz |
| Dobl                | Kompassrose, die auf Nachbargemeinden zeigt | Kalsdorf bei Graz    |
| Dobl                | Zwaring-Pöls                                | Zettling             |

## Geschichte
Die Ritter von Preuenstaette wurden urkundlich erstmals im Jahr 1179 genannt. 1448 erhielt Jörg Saurau von König Friedrich (später Kaiser Friedrich III.) die Erlaubnis, Turm und Burgstall zu Oberpremstätten zu bauen.
1532 fielen die Türken unter Sultan Süleyman I. in die Steiermark ein und zerstörten weite Teile des Landes – darunter auch Unterpremstätten. In den nächsten Jahrzehnten gewann Unterpremstätten zunehmend als Heimat der Premstätter Fuhrleut an Bedeutung, die den städtischen Fuhrwerken den Rang abliefen, bis sich im Jahr 1660 die Grazer Landkutscher organisierten und die Premstätter Fuhrleut verdrängten.
Zusammen mit dem ertragreichen Acker- und Feldgemüsebau sorgte ab dem späten 19. Jahrhundert die Tonerzeugung im Premstättner Falzziegelwerk für einen wirtschaftlichen Aufschwung Unterpremstättens. Die Ziegelherstellung zählte noch bis in die zweite Hälfte des 20. Jahrhunderts zu den wichtigsten Wirtschaftszweigen in Unterpremstätten. Ende der 1990er Jahre eröffnete der landesweit bekannte Kultclub Kuahstoll seine Pforten.
1761 wurde Premstätten zur selbstständigen Pfarre erhoben. Die schon 1639 erwähnte Schule wurde im Jahre 1761 eine Pfarrschule.

### Bevölkerungsentwicklung
Mit einem Bevölkerungszuwachs von beinahe 25 % in den letzten zehn Jahren und einem Zuwachs von 50 % in den letzten 20 Jahren zählt Unterpremstätten zu den am schnellsten wachsenden Gemeinden der Steiermark.

## Kultur und Sehenswürdigkeiten

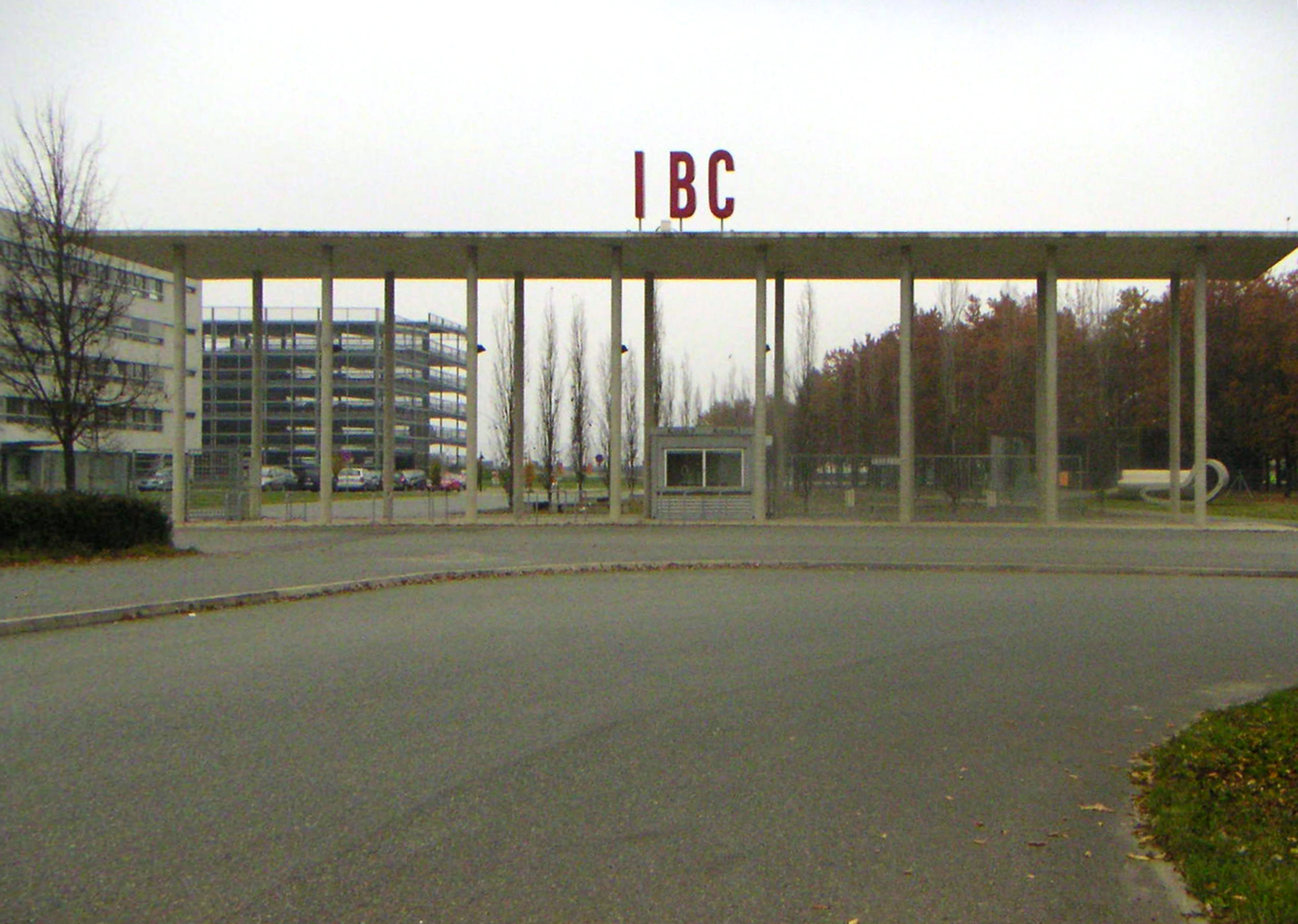
Ehemalige siebenzeilige Entreeanlage (Ticket Plaza) der IGS – Internationalen Gartenschau 2000. Das 2001 funktionslos gewordene Beton-Flugdach dient nunmehr als Carport (Aufnahme: Okt. 2005)

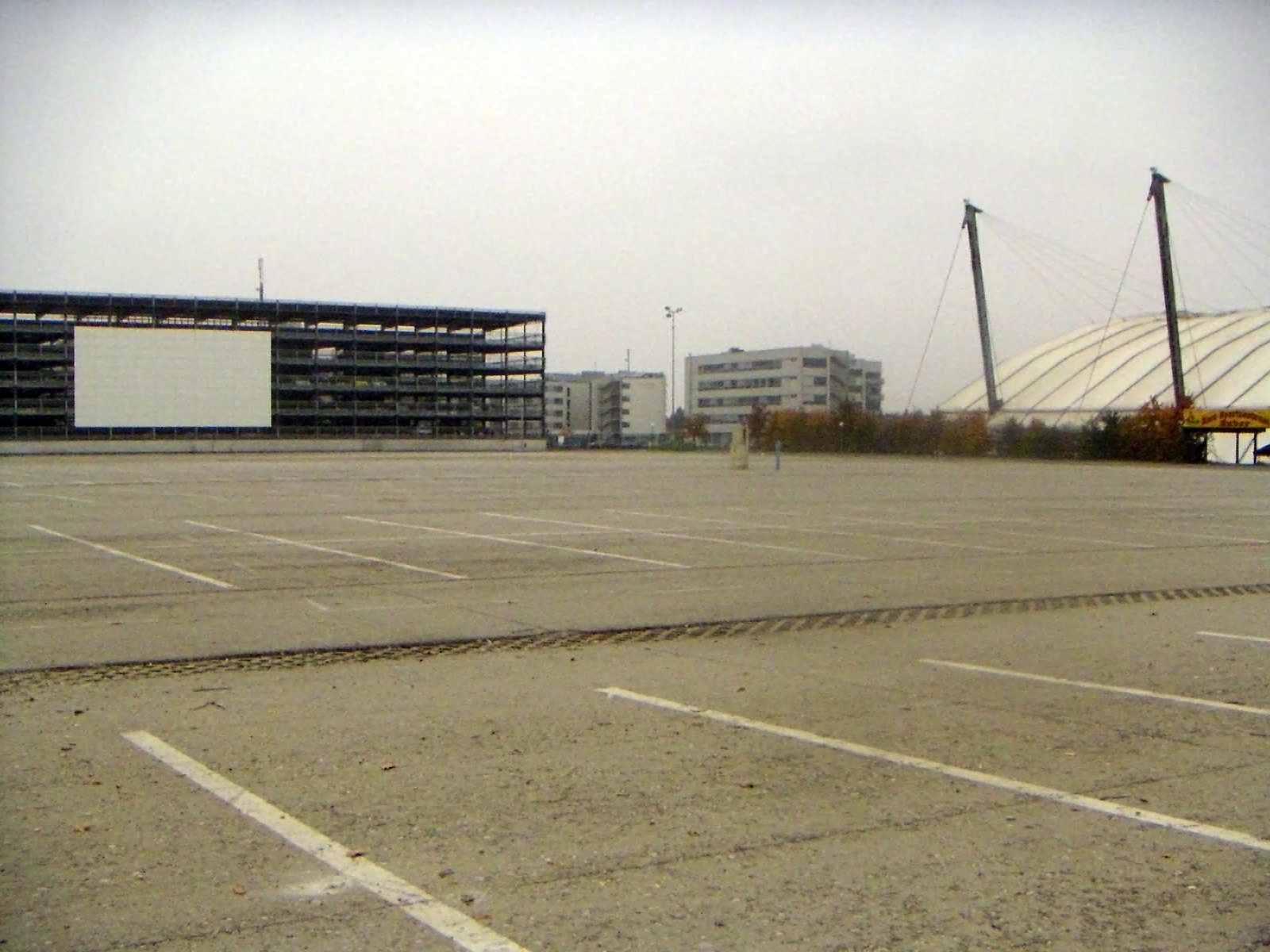
Unterpremstätten bei Graz, ehemaliges (bis ca. 2008 betriebenes) Autokino am Schwarzl-Freizeitzentrum (Aufnahme: 2005)

- Das Schwarzl-Freizeitzentrum, das sich um die als Badesee genutzten Schotterteiche der Firma Schwarzl entwickelte, wurde im Laufe der Jahre zu einem der beliebtesten Ausflugsziele der Grazer Bevölkerung. Auf dem Gelände des Freizeitzentrums wurden zwei Veranstaltungshallen aufgebaut, unter deren Dach, ebenso unter freiem Himmel, Konzerte, Sportveranstaltungen und politische Veranstaltungen stattfanden. Auf dem Gelände des Schwarzl-Freizeitzentrums fand 2000 die Internationale Gartenausstellung IGS statt. 2007, 2009 und 2010 wurden dort die SeeFestTage gefeiert. In der zweiten Jahreshälfte 2015 diente die Steiermarkhalle (neben der Praktikerhalle in Graz-Webling) als Notquartier zur durchgangsweisen Aufnahme von Flüchtlingen, die via Spielfeld insbesondere aus Syrien kamen.
- Der Österreichische Skulpturenpark ist ein sieben Hektar großer Park mit Außenskulpturen zeitgenössischer österreichischer und internationaler Künstler wie Fritz Wotruba, Franz West, Erwin Wurm, Heimo Zobernig, Michael Kienzer, Nancy Rubins u. a. Darunter liegt die seit 2014 als zu sanierende Altlast ST29 ausgewiesene Bauschutt- und Hausmüll-Deponie Schwarzl aus den 1960er-Jahren.[6]
- Eine Inschrift der Pfarrkirche St. Thomas im Walde zeugt davon, dass der Chor 1549, in der Spätgotik erbaut wurde. Das vierjochige Schiff aus der Zeit um 1750, versehen mit einem Kreuzgewölbe auf Wandpfeilern, trägt schlicht-barocken Charakter. Der Hochaltar und die Seitenaltäre aus der Zeit zwischen 1760 und 1783 lassen bereits den Geist des Rokoko erkennen. Der Turm mit seiner barocken Haubenbedeckung stammt aus der Zeit von Anfang des 16. Jahrhunderts.

## Wirtschaft und Infrastruktur

### Verkehr
Die Marktgemeinde liegt direkt zwischen der Süd Autobahn A 2, die über die Anschlussstelle Unterpremstätten (exit 188) erreicht werden kann, und der Pyhrn Autobahn A 9, die über die Anschlussstelle Schachenwald (exit 192) erreicht werden kann. Beide Anschlussstellen befindet sich im ehemaligen Gemeindegebiet.
In Unterpremstätten befindet sich der Bahnhof Premstätten-Tobelbad im Verlauf der Graz-Köflacher Eisenbahn (GKB). Er bietet stündliche Regionalzug-Verbindungen nach Graz sowie nach Lieboch und Köflach. Die Buslinie N6 der Graz AG Verkehrsbetriebe fährt nach Unterpremstätten.
Der Flughafen Graz ist nur wenige Kilometer entfernt und grenzt im Osten direkt an das ehemalige Gemeindegebiet.

### Ansässige Unternehmen

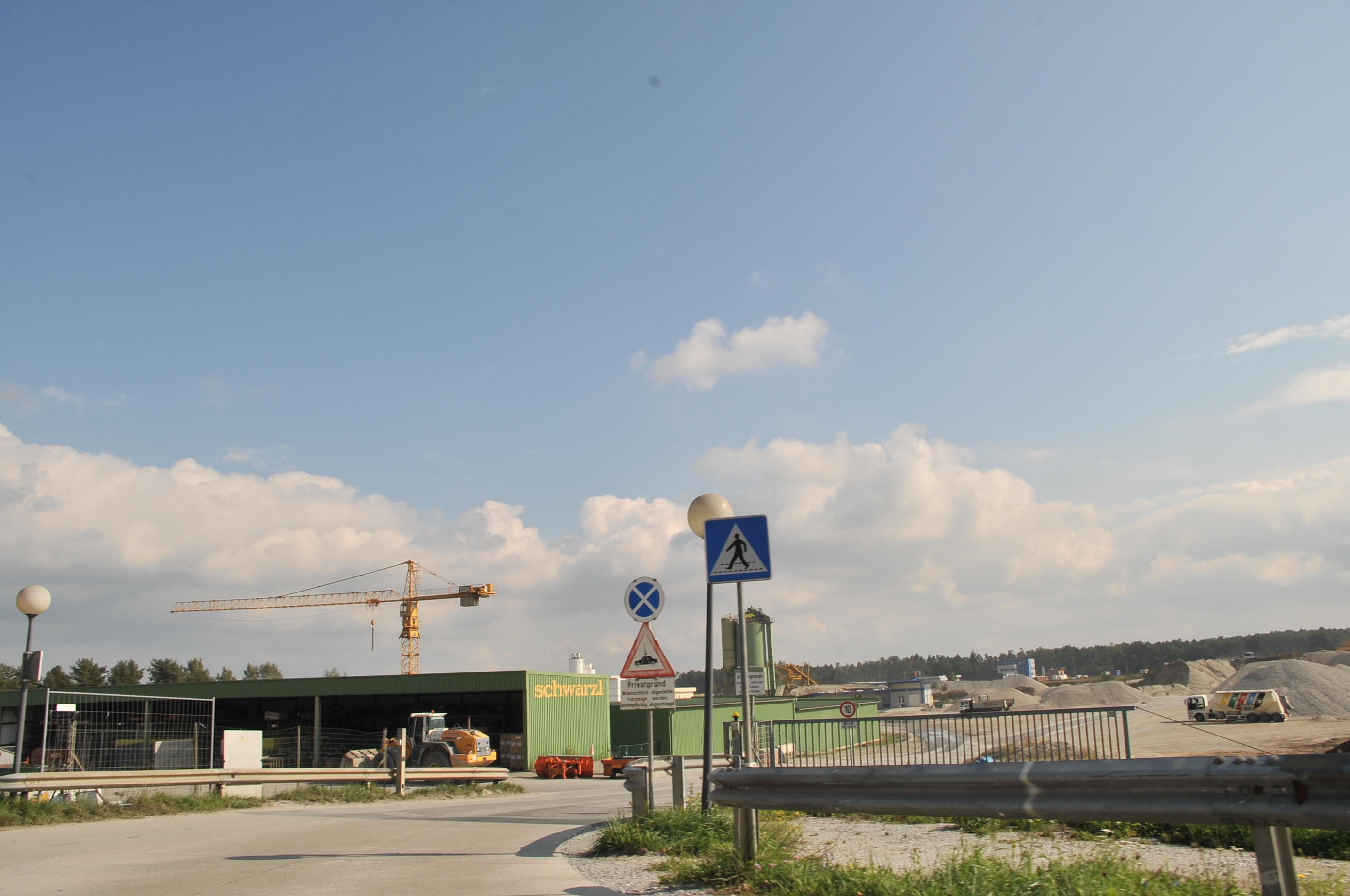
Kiesabbau und Betonaufbereitung Schwarzl, Gemeindegebiet Unterpremstätten

Hatte Unterpremstätten schon in der Geschichte eine florierenden Wirtschaft gesegnet, zählt es heute zu den reichsten Gemeinden der Steiermark.
1985 siedelte sich der Halbleiter-Hersteller austriamicrosystems (damals noch AMI) im Schloss Unterpremstätten an.
Kiesabbau zählt zu den wichtigsten Erwerbsquellen der Gemeinde. Im Umfeld des als Folgenutzung entstandenen Schwarzl-Freizeitzentrums (siehe Kultur und Freizeit) wurde auch das International Business Center mit eigenem Seminarhotel errichtet, in dem zahlreiche nationale und internationale Firmen ihre Niederlassungen haben.
Die 2006 insolvent gewordene Fluggesellschaft Styrian Airways hatte ihren Hauptsitz in Unterpremstätten.

### Medien
Die Unterpremstättner Gemeindezeitung wurde vierteljährlich an alle Einwohner gesandt.

## Politik

### Bürgermeister
Letzter Bürgermeister war seit 7. Juni 2006 der Unternehmer Anton Scherbinek.

### Gemeinderat
Der Gemeinderat bestand aus 21 Mitgliedern und setzte sich seit der Gemeinderatswahl 2010 aus Mandaten der folgenden Parteien zusammen:
- 13 ÖVP – stellte den ersten Vizebürgermeister und den Gemeindekassier
- 3 Mit Josef Eisner für Unterpremstätten – stellte den zweiten Vizebürgermeister
- 3 SPÖ – stellte ein Vorstandsmitglied
- 1 Grüne
- 1 FPÖ

### Wappen
Seit 1. Juli 1972 war die Gemeinde berechtigt, ein eigenes Wappen zu führen.

Blasonierung:
„In silbernem Schilde zwei schmale rote Pfähle auf einer roten, silbern gefugten Ziegelmauer; zwischen den Pfählen eine grüne Fichte.“

### Hymne
Seit 10. Oktober 2004 besitzt Unterpremstätten eine eigene Hymne. Die Melodie wurde von Franz Trost jun. komponiert, der Text stammt vom damaligen Bürgermeister Josef Eisner.

## Persönlichkeiten

### Ehrenbürger
- Franz Gruber, Alt-Bürgermeister, seit 1978
- August Plattl († 1993), Alt-Bürgermeister, seit 1966
- Friedrich Niederl (1920–2012), Alt-Landeshauptmann, seit 1977
- Gräfin Hermine Normann von Ehrenfels, Schlossherrin
- Ferdinand Schmiedbauer, Bezirksrat
- Georg Gattermayer, Amtsvorstand der Bezirksvertretung Graz-Umgebung
- Michael Herzog
- Jakob Haas, Realitätenbesitzer
- Anton Haas († 1920)[9], Fabriksbesitzer
- Johann Haas, Fabriksbesitzer

### Söhne und Töchter
- Ferdinand Portugall (1837–1901), österreichischer Politiker
- Erich Linhardt (* 1956), Generalvikar der Diözese Graz-Seckau
- Josef Pesserl (* 1957), Präsident der Arbeiterkammer Steiermark

## Das Gebiet von Unterpremstätten in Landesaufnahmen der Zeit von ca. 1789 bis 1910

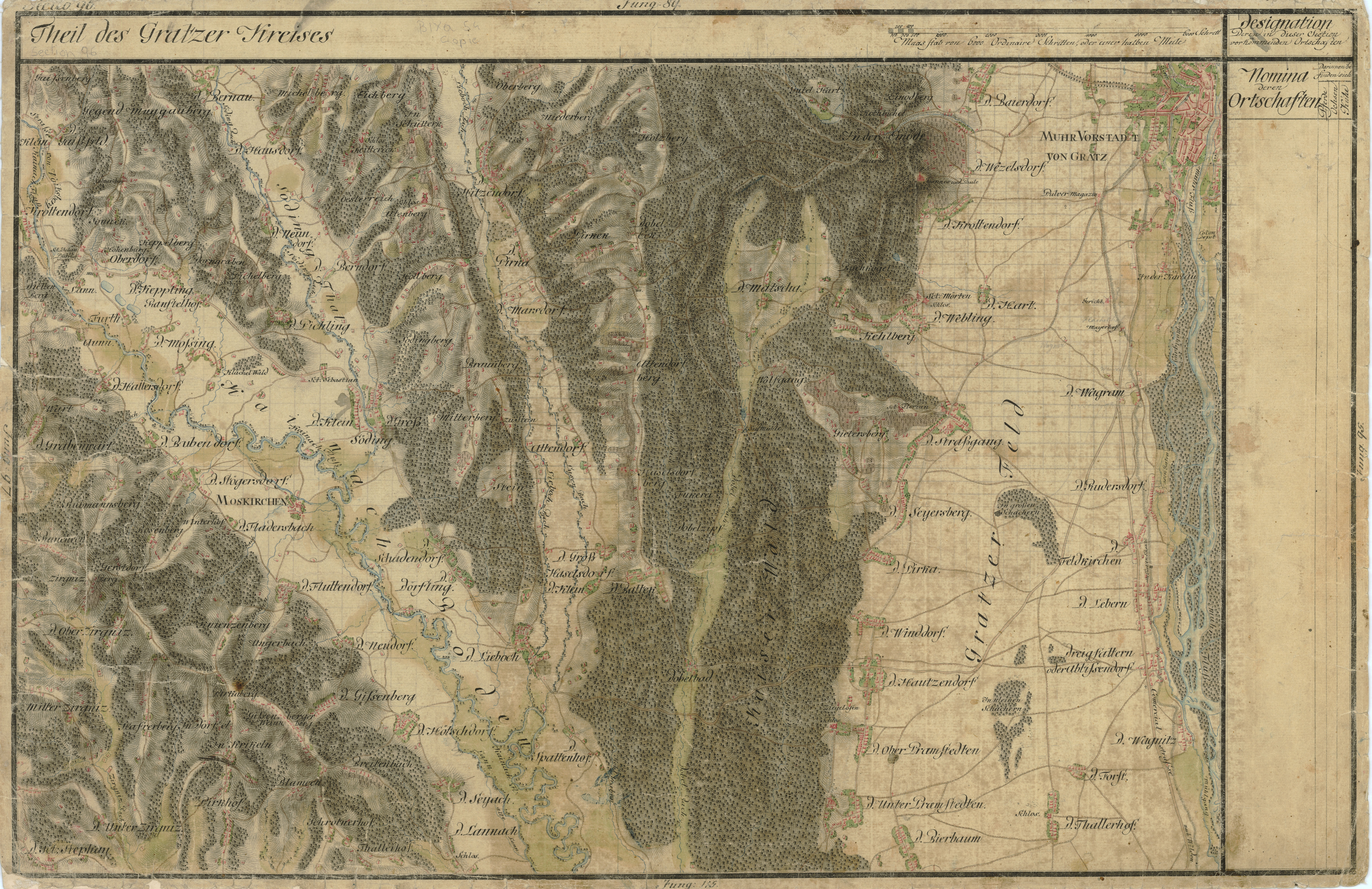
Ober und Unter Praemstedten in der Josephinischen Landesaufnahme um 1790

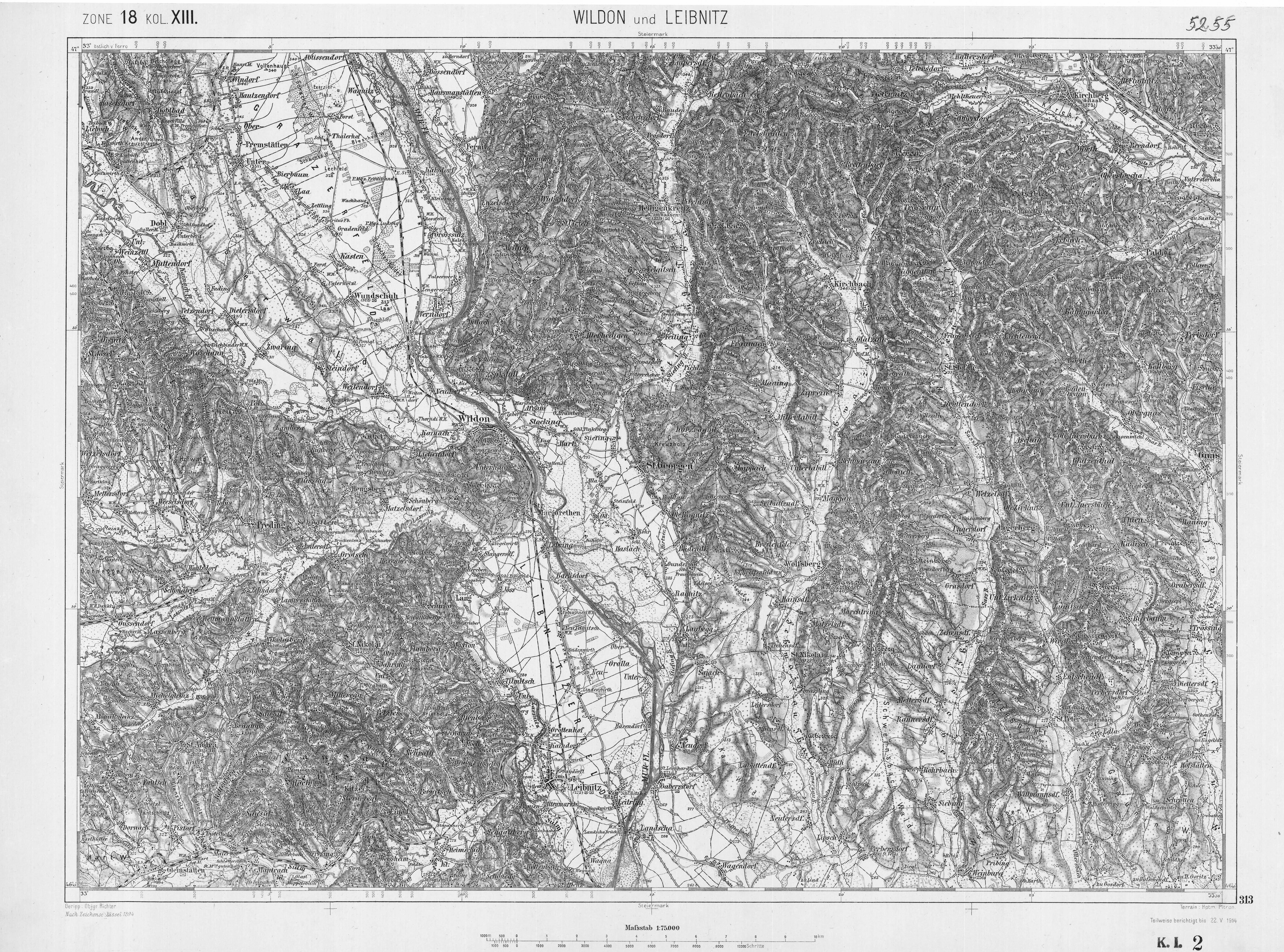
Premstätten um das Jahr 1910 (links oben), Franzisco-Josephinische Landesaufnahme